# Station Auchinleck
Auchinleck is een station van National Rail in East Ayrshire in Schotland. Het station is eigendom van Network Rail en wordt beheerd door ScotRail. 

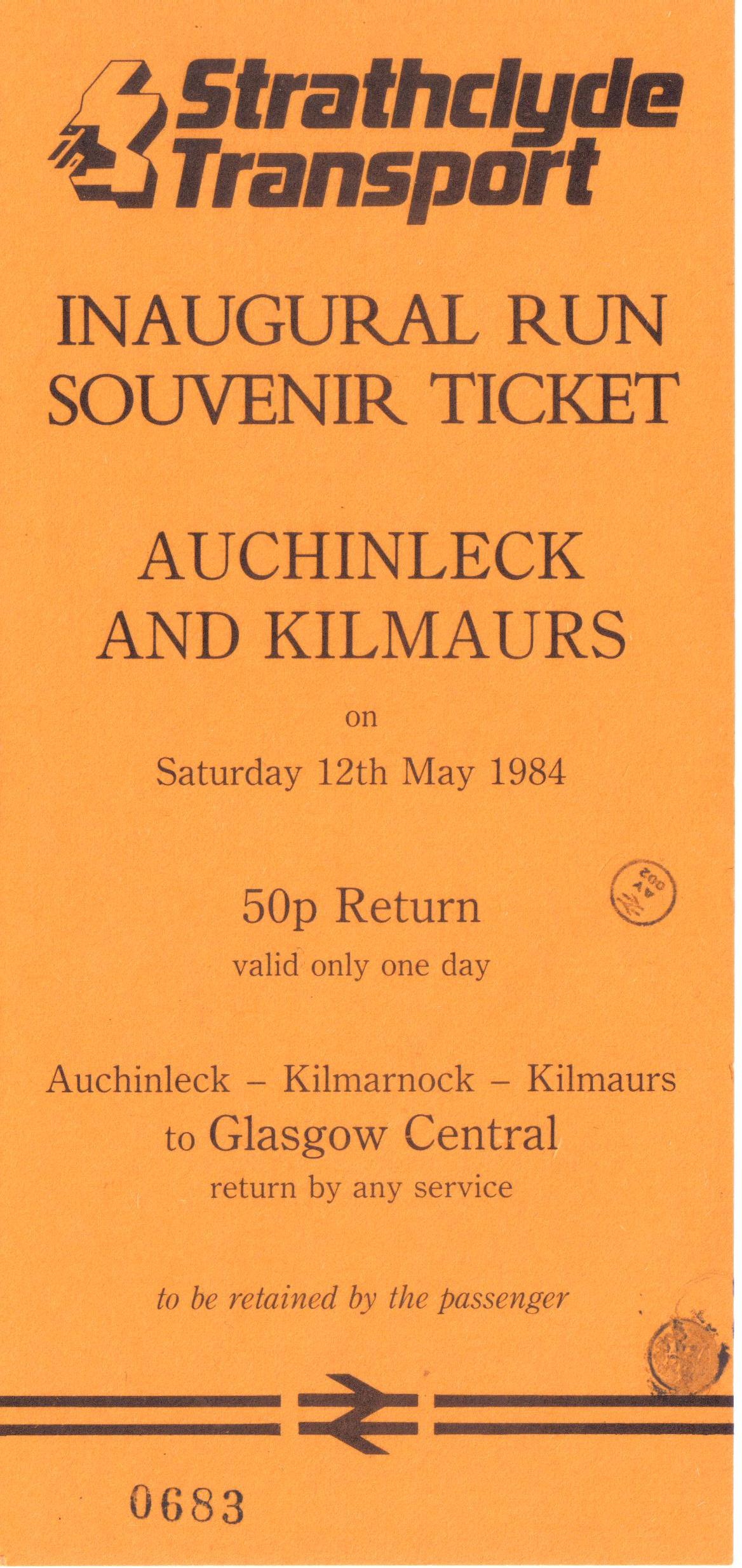
Edmondsonkaartje ter gelegenheid van de heropening